# Van Aysma

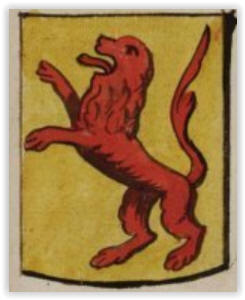
Familiewapen Van Aysma (Wapenboek Hesman)

Van Aysma (ook: Lauta van Aysma, vanaf 1853 Lauta van Aijsma) is een oud adellijk geslacht waarvan drie leden in 1825 in de Nederlandse adel werden opgenomen en een vierde in 2022.

## Geschiedenis
De stamreeks begint met Hessel Aysma die bewoner en eigenaar was van Aysma State te Beetgum en voor 1511 overleed. Zijn achterkleinzoon Hessel van Aysma (1628-voor 1683) was officier in Statendienst, net als een aantal nakomelingen van hem.
In Schettens bewoonde een tak Van Aysma enkele generaties lang de  Osinga State. Schelte van Aysma was de belangrijkste van hen, die door het huwelijk in 1612 met Tjemck van Osinga het eigendom ervan verkreeg. Schelte had een militaire carrière waarbij hij de hoge functie van kolonel in januari 1637 verkreeg. Op 23 augustus van hetzelfde jaar overleed hij tijdens het beleg van Breda in het militaire ziekenhuis te Geertruidenberg.
Hij ligt begraven in de Hervormde kerk van Schettens onder een zeer grote zerk die nog steeds aanwezig is. Zijn helm en degen zijn bewaard gebleven en hingen sinds eind 19e eeuw in de nieuwe toren van de kerk. Opmerkelijk genoeg bleek van deze bijzondere helm een afbeelding op de grafsteen te staan. Na deze recente ontdekking in 2016 zijn beide militaire attributen in bruikleen overgegaan naar het Nationaal Militair Museum te Soest.
Van zijn gelijknamige kleinzoon kapitein Schelte Hotzes van Aysma (1655-<1708) is een mooi kinderschilderij bewaard gebleven die in het Stedelijk Museum Zwolle hangt. Op dit schilderij van Harmen Monsma uit ongeveer 1660 staat hij afgebeeld in een kinderkostuum en een grote hoed. 
Schelte's zoon Hotze Scheltes van Aysma (1681-1747) was de laatste bewoner van  Osinga State. Omstreeks zijn huwelijk met Anna Geertruid Swaen in 1727 zullen zij vertrokken zijn naar Zutphen. De state werd later tot een boerderij verbouwd.
Bij Koninklijk Besluit van 9 mei 1825 werden de drie broers Jacob, Hessel en Adriaan Hendrik erkend te behoren tot de Nederlandse adel. 
Zij lieten een nieuw wapen ontwerpen die een combinatie van de oude wapens Lauta en Van Aysma was.
Het (flinke) vermogen van de twee dochters van Hessel werd vermaakt aan de diaconie van Renswoude en het Hervormd Oude Mannen- en Vrouwengesticht te Veenendaal. Later kwam het vermogen in de nieuwe Stichting Freule Lauta van Aysma die vervolgens in 2003 door wanbeleid in grote financiële problemen kwam.
Uit een jongere halfbroer van de drie eerdergenoemde broers, Mathias Lauta van Aijsma (1808-1872), stamt een andere tak waaruit nog één mannelijke nakomeling in leven is, François Antonius Gemma Lauta van Aijsma (1945-). Laatstgenoemde werd bij K.B. van 8 maart 2022 in de Nederlandse adel erkend met het predicaat van jonkheer.. Recent is DNA onderzoek uitgevoerd waaruit blijkt dat Frans inderdaad een verwant van kolonel Schelte Hotzes van Aysma is. 

## Enkele telgen
- Hessel Scheltes van Aysma (ong. 1527-1592), laatste president van het Hof van Friesland en ondertekenaar van het verbond der edelen.
- Sijbolt Hotzes van Aysma (ong. 1534-1604), rentmeester. Hij schreef de in het Oudfries geschreven rechtstekst 'Codex Aysma'.
- Schelte Hotzes van Aysma (1578-1637), kolonel van het Friese Regiment
- Hessel van Aysma (1628-voor 1683), kapitein van het Friese Regiment.
- Hotze (Horatius Lauta) van Aysma (1669-1745), kapitein van het Friese Regiment, erfde de Rinsma State in Driesum
  - Jacob Lauta van Aysma (1708-1790), kapitein-luitenant, drossaard van Dongen, verkocht met zijn broer Rinsmastate aan F.D. van Sytzama
    - Jan Lauta van Aysma (1739-1815), schout van Princenhage, schepen en heemraad van de heerlijkheid Batenburg
      - jhr. Jacob Lauta van Aysma (1762-1830), rentmeester domeinen
      - jhr. Hessel Lauta van Aysma (1775-1828), landbouwer
        - jkvr. Anna Magdalena Cornelia Lauta van Aysma (1822-1898)
        - jhr. Jacob Lauta van Aysma (1817-1881), rijksontvanger

      - Mathias Lauta van Aysma (1808-1872), sergeant infanterie
        - François Wilhelmus Lauta van Aijsma (1853-1944), aannemer
          - François Wilhelmus Lauta van Aijsma (geb. 1887), bouwkundige
            - Gerardus Johannes Lauta van Aijsma (1915-2012), atleet
              - Franciscus Antonius Gemma Lauta van Aijsma (geb. 1945), jonkheer (2022)